# Жолт Немчик
Жолт Немчик (угор. Zsolt Nemcsik, нар. 15 серпня 1977, Будапешт, Угорщина) — угорський фехтувальник на шаблях, срібний призер Олімпійських ігор 2004 року, дворазовий чемпіон світу.

## Виступи на Олімпіадах
| Олімпіада   | Дисципліна          | Місце |
| ----------- | ------------------- | ----- |
| Сідней 2000 | індивідуальна шабля | 17    |
| Сідней 2000 | командна шабля      | 5     |
| Афіни 2004  | індивідуальна шабля | 2     |
| Афіни 2004  | командна шабля      | 5     |
| Пекін 2008  | індивідуальна шабля | 18    |
| Пекін 2008  | командна шабля      | 7     |